# Marcus Aquila Iulianus
Marcus Arruntius Aquila Iulianus var en romersk senator och konsul (år 38 e.Kr.) under kejsar Caligula. Den 24 januari år 41 e.Kr. mördade Aquila och praetorianerna Cassius Chaerea och Cornelius Sabinus kejsar Caligula i Cryptoporticus på Palatinen i Rom. Aquila tilldelade Caligula det dödandet hugget.